# Urban
El urban contemporáneo, también conocido como pop urbano, o simplemente urbano, es un término utilizado en los Estados Unidos para referirse en general a la música afroamericana y latinoamericana popular. Se incluyen bajo este término géneros como el hip hop, el adult contemporary y el R&B.
En sonido urbano o urban se incluye: reguetón, dembow, reggae, hip hop, dancehall, toasting, dance urbano, soca, dub, pop, bachata, trap, tecno-rumba, etcétera
En un inicio la expresión fue ocupada en los años 1980 para referirse a la música afroamericana -principalmente el soul- que empleaba una producción más digital que orgánica y que se acercaba más a un gusto crossover (es decir, apto tanto para audiencias de color como de raza blanca), comenzando en Nueva York y poco después en Londres. Más tarde, en los años 1990, fue creciendo la influencia del hip hop en esta corriente, lo que dio lugar al subgénero conocido como hip hop soul.
Existe, especialmente en Norteamérica, toda una serie de emisoras de radio especializadas en este tipo de música. Este formato de radio se conoce como urban contemporary.
Algunos artistas asociados a esta corriente musical son Boyz II Men, Babyface, Mary J. Blige, Toni Braxton, Rihanna, Pitbull,  Jamelia, Janet Jackson, Craig David, Nelly Furtado, T-Pain, etc.